# دانيلو ليون
دانيلو ليون (بالإسبانية: Danilo León)‏ هو لاعب كرة قاعدة فنزويلي، ولد في 3 أبريل 1967.